# Каммерфорст (Рейнланд-Пфальц)
Каммерфорст (нім. Kammerforst) — громада в Німеччині, розташована в землі Рейнланд-Пфальц. Входить до складу району Вестервальд. Складова частина об'єднання громад Гер-Гренцгаузен.
Площа — 1,33 км2. Населення становить 242 ос. (станом на 31 грудня 2020).